# Луценко Степан Васильович
Степан Васильович Луценко (15 серпня 1925, село Комарівці, тепер Барського району Вінницької області — ?) — український радянський і компартійний діяч, депутат Верховної Ради УРСР 6-го скликання.

## Життєпис
Народився в селянській родині. Трудову діяльність розпочав у 1941 році в тресті «Кіроввугілля» міста Караганди Казахської РСР.
У 1943—1945 роках — у Червоній армії. Після демобілізації поступив до Харківського інституту механізації та електрифікації сільського господарства.
У 1951 році закінчив Харківський інститут механізації та електрифікації сільського господарства, працював старшим лаборантом кафедри експлуатації машинно-тракторного парку цього ж інституту.
У 1951—1953 роках навчався в аспірантурі Науково-дослідного інституту тваринництва Лісостепу і Полісся УРСР.
Член КПРС з 1952 року.
У 1953—1958 роках — директор Зміївської машинно-тракторної станції (МТС) Зміївського району Харківської області.
У 1958—1959 роках — голова виконавчого комітету Валківської районної ради депутатів трудящих Харківської області.
У листопаді 1959 — квітні 1962 року — 1-й секретар Красноградського районного комітету КПУ Харківської області.
У квітні 1962 — січні 1963 року — начальник Красноградського виробничого колгоспно-радгоспного районного управління Харківської області.
У січні 1963 — грудні 1964 року — 2-й секретар Харківського сільського обласного комітету КПУ.
У грудні 1964 — січні 1986 року — секретар Харківського обласного комітету КПУ з питань сільського господарства.
Був головою Харківського обласного товариства мисливців та рибалок.
Потім — на пенсії в місті Харкові.

## Нагороди
- орден Леніна (22.03.1966)
- орден Жовтневої Революції
- три ордени Трудового Червоного Прапора (26.02.1958)
- медалі
- Почесна грамота Президії Верховної Ради Української РСР